# Saga de Finnboga ramma
A Saga de Finnboga ramma ou Finnboga sögu hins ramma (também chamada de Saga de Finnbogi o Forçudo) é uma das sagas islandesas. Conta a vida de Finnbogi sterki Ásbjörnsson (n. 972), sobrinho de Þorgeir Ljósvetningagoði. A história desenrola-se em Flatey ao norte da baía de Skjálfandi na zona norte da Islândia e também Noruega. A saga foi criada no século XIV. O perfil de Finnbogi é parecido com o de Þórðr da Saga Þórðar hreðu pela sua afeição com batalhas e actos intrépidos, defendendo-se sem problemas contra forças superiores. A saga possui vínculos com a saga Vatnsdœla e conta os relacionamentos entre Finnbogi e o seu parente Bergr o Valente, e os seus inimigos, filhos de Ingimundur Þorsteinsson. 
Cada saga favorece os seus próprios heróis, e as inconsistências significativas entre as duas histórias são atribuídas à influência da tradição oral.  

## Traduções
- Die Geschichte von Finnbogi dem Starken. Übersetzt von Frank Fischer. En: Fünf Geschichten aus dem westlichen Nordland übersetzt von Frank Fischer, und Walther Heinrich Vogt. Neuausgabe mit einem Nachwort von Helmut Voigt. Düsseldorf: E. Diederichs, 1964. (Sammlung Thule: altnordische Dichtung und Prosa. Band Nr. 10). Páginas 127-205.
- Finnboge rammes saga. Åke Ohlmarks. En: De isländska sagorna. I tolkning, med skaldevers och kommentar av Åke Ohlmarks. Fjärde bandet. Stockholm: Steinviks bokförlag, 1964. S. 421-475.
- Soga um Finnboge den ramme. Overs. af Aslak Tonna. In: Islandske sogor - Fljotsdøla og Finnboge den ramme. Från gamalnorsk av Aslak Tonna. Ny gjenomset utg. Oslo: Norsk barneblads forlag, 1943. Páginas 69-120.
- The saga of Finnbogi the Strong. Translated by W. Bryant Bachman, Jr., and Guðmundur Erlingsson. Lanham: University Press of America, 1990.
- The Saga of Finnbogi the Mighty. Translated by John Kennedy. En: Viðar Hreinsson (General Editor), The Complete Sagas of Icelanders including 49 Tales. Volume III. Reykjavík: Leifur Eiríksson Publishing, 1997. Páginas 221-270. ISBN 9979-9293-3-2

## Bibliografía
- Vatnsdœla saga, Íslenzk fornrit VIII, ISBN 9979-893-08-7 (sec. Finnboga saga)